# Segunda División A 2017/18
Het seizoen 2017/18 van de Segunda Divisíon A (ook wel bekend onder de naam La Liga 2 voor de commercie en/of La Liga SmartBank vanwege sponsorcontracten) was het zevenentachtigste seizoen van de Segunda División A. Het seizoen in deze op een na hoogste divisie in Spanje begon op vrijdag 18 augustus 2017. De 42ste en laatste speelronde werd gespeeld op zaterdag 2 juni 2018.
Rayo Vallecano eindigde als de kampioen en maakte daardoor na zijn degradatie tijdens het seizoen 2015-16 zijn rentree in de Primera División. De club verloor wel de laatste speeldag tijdens de uitwedstrijd in Taragona, maar omdat ook Huesca zijn uitwedstrijd in Oviedo verloor, bleef de ploeg op het hoogste schavotje. Huesca wist de tweede plaats te behalen en promoveerde hierdoor voor de eerste maal in haar geschiedenis naar de Primera División 2018/19.
Achter Rayo Vallecano en Huesca speelden Zaragoza tegen Numancia en Gijón tegen Valladolid in de play-offs voor de derde en laatste promotie plek naar de Primera División. De twee lager geëindigde ploegen, Valladolid en Numancia konden zich plaatsen. In de finale was Valladolid over twee wedstrijden met 0-3 op verplaatsing en 0-0 thuis te sterk voor Numancia.

## Teams
Er deden 22 teams mee aan de Segunda División A, daarin 15 teams van het seizoen 2016–17, drie degradeerden uit de Primera División 2018/19 en 4 promoveerden uit de Segunda División B.
Dit seizoen was voorlopig het laatste met reserve elftallen van de clubs uit de Primera División.

### Team veranderingen
De volgende clubs zijn veranderd van divisie na het seizoen 2016/17.

#### Naar Segunda División A
Promotie uit Segunda División B
- Albacete Balompié
- FC Barcelona B
- Cultural Leonesa
- Lorca FC

Degradatie uit Primera División
- Granada CF
- CA Osasuna
- Sporting de Gijón

#### Uit Segunda División A
Degradatie naar Segunda División B
- UCAM Murcia CF
- RCD Mallorca
- Elche CF
- CD Mirandés

Promotie naar Primera División
- Levante UD
- Girona FC
- Getafe CF

## Overzicht teams

### Stadions en locaties
| Team             | Locatie                | Stadion                      | Capaciteit |
| ---------------- | ---------------------- | ---------------------------- | ---------- |
| Albacete         | Albacete               | Carlos Belmonte              | 17.524     |
| Alcorcón         | Alcorcón               | Santo Domingo                | 5.100      |
| Almería          | Almería                | Juegos Mediterráneos         | 15.000     |
| Barcelona B      | Barcelona              | Mini Estadi                  | 15.276     |
| Cadiz            | Cadiz                  | Ramón de Carranza            | 25.033     |
| Cordoba          | Cordoba                | Nuevo Arcángel               | 20.989     |
| Cultural         | León                   | Reino de León                | 13.451     |
| Gimnàstic        | Tarragona              | Nou Estadi                   | 14.500     |
| Granada          | Granada                | Nuevo Los Cármenes           | 22.524     |
| Huesca           | Huesca                 | El Alcoraz                   | 8.000      |
| Lorca            | Lorca                  | Francisco Artés Carrasco     | 8.120      |
| Lugo             | Lugo                   | Butarque                     | 7.840      |
| Numancia         | Soria                  | Los Pajaritos                | 8.727      |
| CA Osasuna       | Pamplona               | El Sadar                     | 20.000     |
| Oviedo           | Oviedo                 | Carlos Tartiere              | 30.500     |
| Reus             | Reus                   | Municipal                    | 4.700      |
| Sevilla Atlético | Sevilla                | José Ramón Cisneros Palacios | 8.000      |
| Sporting Gijón   | Gijón                  | El Molinón                   | 29.029     |
| Tenerife         | Santa Cruz de Tenerife | Heliodoro Rodríguez López    | 22.824     |
| Valladolid       | Valladolid             | Estadio Nuevo José Zorrilla  | 26.512     |
| Rayo Vallecano   | Vallecas               | Vallecas                     | 14.708     |
| Zaragoza         | Zaragoza               | La Romareda                  | 34.596     |

## Eindstand
| Pos | Team                   | Wed | W  | G  | V  | Ptn | DV | DT | +/− | Promotie, kwalificatie of degradatie |
| --- | ---------------------- | --- | -- | -- | -- | --- | -- | -- | --- | ------------------------------------ |
| 1   | Rayo Vallecano (K, P)  | 42  | 21 | 13 | 8  | 76  | 67 | 48 | +19 | Promotie naar Primera División       |
| 2   | Huesca (P)             | 42  | 21 | 12 | 9  | 75  | 61 | 40 | +21 | Promotie naar Primera División       |
| 3   | Real Zaragoza          | 42  | 20 | 11 | 11 | 71  | 57 | 44 | +13 | Kwalificatie voor play-offs          |
| 4   | Sporting Gijón         | 42  | 21 | 8  | 13 | 71  | 60 | 40 | +20 | Kwalificatie voor play-offs          |
| 5   | Real Valladolid (O, P) | 42  | 19 | 10 | 13 | 67  | 69 | 55 | +14 | Kwalificatie voor play-offs          |
| 6   | Numancia               | 42  | 18 | 11 | 13 | 65  | 52 | 41 | +11 | Kwalificatie voor play-offs          |
| 7   | Real Oviedo            | 42  | 18 | 11 | 13 | 65  | 54 | 48 | +6  |                                      |
| 8   | Osasuna                | 42  | 16 | 16 | 10 | 64  | 44 | 34 | +10 |                                      |
| 9   | Cadiz                  | 42  | 16 | 16 | 10 | 64  | 42 | 29 | +13 |                                      |
| 10  | Granada                | 42  | 17 | 10 | 15 | 61  | 55 | 50 | +5  |                                      |
| 11  | Tenerife               | 42  | 15 | 14 | 13 | 59  | 58 | 50 | +8  |                                      |
| 12  | Lugo                   | 42  | 15 | 10 | 17 | 55  | 39 | 48 | −9  |                                      |
| 13  | Alcorcón               | 42  | 12 | 16 | 14 | 52  | 37 | 42 | −5  |                                      |
| 14  | Reus                   | 42  | 12 | 16 | 14 | 52  | 31 | 42 | −11 |                                      |
| 15  | Tarragona              | 42  | 15 | 7  | 20 | 52  | 44 | 50 | −6  |                                      |
| 16  | Córdoba                | 42  | 15 | 6  | 21 | 51  | 57 | 65 | −8  |                                      |
| 17  | Albacete               | 42  | 11 | 16 | 15 | 49  | 35 | 46 | −11 |                                      |
| 18  | Almeria                | 42  | 12 | 12 | 18 | 48  | 38 | 45 | −7  |                                      |
| 19  | León (R)               | 42  | 11 | 15 | 16 | 48  | 54 | 67 | −13 | Degradatie naar Segunda División B   |
| 20  | Barcelona B (R)        | 42  | 10 | 14 | 18 | 44  | 46 | 54 | −8  | Degradatie naar Segunda División B   |
| 21  | Lorca (R)              | 42  | 8  | 9  | 25 | 33  | 37 | 68 | −31 | Degradatie naar Segunda División B   |
| 22  | Sevilla Atlético (R)   | 42  | 7  | 11 | 24 | 32  | 29 | 60 | −31 | Degradatie naar Segunda División B   |

### Play-offs
|  | halve finale    | halve finale | halve finale | halve finale |  |                 | finale | finale | finale | finale |
|  |                 |              |              |              |  |                 |        |        |        |        |
|  |                 |              |              |              |  |                 |        |        |        |        |
|  | Real Valladolid | 3            | 2            | 5            |  |                 |        |        |        |        |
|  | Sporting Gijón  | 1            | 1            | 2            |  |                 |        |        |        |        |
|  |                 |              |              |              |  | CD Numancia     | 0      | 1      | 1      |        |
|  |                 |              |              |              |  | Real Valladolid | 3      | 1      | 4      |        |
|  | CD Numancia     | 1            | 2            | 3            |  |                 |        |        |        |        |
|  | Real Zaragoza   | 1            | 1            | 2            |  |                 |        |        |        |        |

## Topscorers
33 goals
- Jaime Mata (Real Valladolid)

24 goals
- Raúl de Tomás (Rayo Vallecano)

22 goals
- Sergi Guardiola (Córdoba CF)
- Borja Iglesias (Real Zaragoza)

1929 · 1929/30 · 1930/31 · 1931/32 · 1932/33 · 1933/34 · 1934/35 · 1935/36 · 1936/37 · 1937/38 · 1938/39 · 1939/40 · 1940/41 · 1941/42 · 1942/43 · 1943/44 · 1944/45 · 1945/46 · 1946/47 · 1947/48 · 1948/49 · 1949/50 · 1950/51 · 1951/52 · 1952/53 · 1953/54 · 1954/55 · 1955/56 · 1956/57 · 1957/58 · 1958/59 · 1959/60 · 1960/61 · 1961/62 · 1962/63 · 1963/64 · 1964/65 · 1965/66 · 1966/67 · 1967/68 · 1968/69 · 1969/70 · 1970/71 · 1971/72 · 1972/73 · 1973/74 · 1974/75 · 1975/76 · 1976/77 · 1977/78 · 1978/79 · 1979/80 · 1980/81 · 1981/82 · 1982/83 · 1983/84 · 1984/85 · 1985/86 · 1986/87 · 1987/88 · 1988/89 · 1989/90 · 1990/91 · 1991/92 · 1992/93 · 1993/94 · 1994/95 · 1995/96 · 1996/97 · 1997/98 · 1998/99 · 1999/00 · 2000/01 · 2001/02 · 2002/03 · 2003/04 · 2004/05 · 2005/06 · 2006/07 · 2007/08 · 2008/09 · 2009/10 · 2010/11 · 2011/12 · 2012/13 · 2013/14 · 2014/15 · 2015/16 · 2016/17 · 2017/18 · 2018/19 · 2019/20 · 2020/21 · 2021/22 · 2022/23 · 2023/24 · 2024/25